# SOMUA MCG
Pour les articles homonymes, voir MCG.
Le Somua MCG est un tracteur d'artillerie semichenillé, conçu pour l'Armée française par la Société d'outillage mécanique et d'usinage d'artillerie (SOMUA) dans l'entre-deux-guerres. Il est utilisé pendant la Seconde Guerre mondiale par la France, l'Allemagne ou encore la Grèce.

## Historique
Le Somua MCG est développé à la fin des années 1920, sous le nom de Somua-Kégresse. Deux prototypes sont testés en 1927 par l'Armée de terre française comme tracteur de dépannage dans un régiment d'artillerie.
En 1930, dans le cadre d'un programme destiné à trouver un tracteur pour les canons de 155 courts Schneider, le Somua MCG 4, équipé d'un moteur de 55 ch, est adopté en 1932. Deux versions sont développées, l'une testée à la traction des pièces à contre-appui et l'autre avec une caisse à ridelles bâchée, destinée au dépannage et à la traction des caissons transportant les obus des canons. Une version du Somua est également destinée à la traction des 155 L modèle 1932 de la Marine. En 1934, le MCG 4 est modifié pour emporter des obus directement dans le véhicule (12 dans le tracteur de pièce, 20 dans le tracteur de caisson).
En 1932, le Somua MCG est également testé pour la traction des 155 GPF, avec un moteur de 60 ch. Il est adopté en 1935 sous le nom de MCG 5 pour le tracteur de pièce et de MCG 11 pour le camion bâché. Le MCG 5 remplace également le MCG 4 pour la traction des 155 C.
En 1936, avec l'entrée en service du canon de 105 long Schneider, le MCG 5 est adapté à la traction de ce canon et une nouvelle série est commandée . Les Somua MCG sont également affectés au dépannage des chars légers, avec un tracteur par compagnie. Aptes à la traction des chars Renault FT, ils se révèlent dépassés par le poids des nouveaux R35 et H35.
Une nouvelle version, désignée Somua MCGTR, est proposée en 1938. Il dispose d'un nouveau moteur de 65 ch, d'un nouveau couple conique et d'un nouveau propulseur Kégresse-Hinstin. Le nouveau tracteur atteint une vitesse maximale supérieure à 47 km/h mais n'entrera pas en production à cause de la défaite française.

## Service

### Armée de terre française

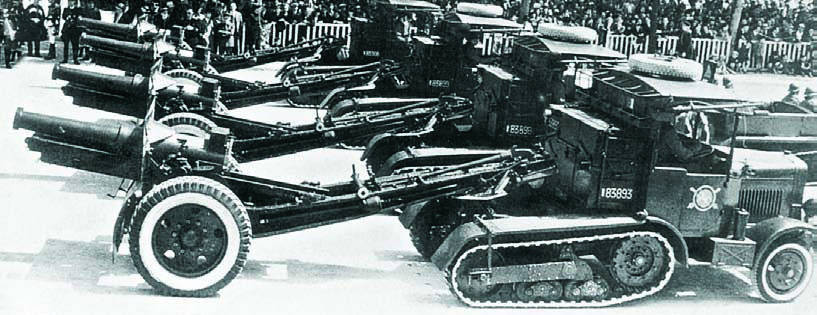
Des attelages de Somua MCG 4 et de canons de 155 C modèle 1917 S, appartenant au d'artillerie à tracteurs tout terrain, défilent le 14 juillet 1939 à Strasbourg.

À partir de 1932, environ 1080 MCG des différentes versions sont produits avant la guerre pour l'Armée française. 439 sont ensuite produits de septembre 1939 à juin 1940.
Bien que les Somua MCG soient considérés comme dépassés en 1939, ils sont toujours en production en 1940. Ces véhicules participent aux combats de la Bataille de France, avec l'artillerie motorisée de corps d'armée, l'artillerie divisionnaire motorisée et les bataillons de chars légers.

### Wehrmacht
L'armée allemande récupère après la Bataille de France les exemplaires survivants, sous le nom de Leichter zugkraftwagen S307 (f), pour tracter de l'artillerie et transporter du matériel. Le semi-chenillé MCG est équipé d'un blindage incliné, à l'image des SdKfz 251 et utilisé comme transport de troupes ou chasseur de chars.
- Transport
  - Leichte Zugkraftwagen S307 (f) : tracteur d'artillerie, transport de matériel
  - Munitions Zugkraftwagen auf Fgst S 307(f) : transport de munitions
- Blindés
  - Mittlere Schützenpanzerwagen S307(f) (m.SPW S307(f)) et Pionier-Panzerwagen auf Fahrgestell S 307(f) : transport de troupe
  - 8 cm Reihenwerfer auf Mittlere SPW S307(f) : porte-mortier de 16 mortiers Stokes-Brandt de 81 mm.
  - Panzerjäger-Fahrzeuge mit 7,5 cm Pak 40 auf Fgst S 307(f) : chasseur de chars armé d'un canon 7,5-cm PaK 40. 16, ou 72 exemplaires selon les sources, seront assemblés à partir de 1943.
  - Un nombre inconnu de Mittlere Schützenpanzerwagen S307(f) sera converti par le Baukommando Becker en véhicule lanceur de roquettes, à l'exemple de la modification effectuée sur Sd.Kfz. 4 Maultier. Ce 8-cm Raketenwerfer Somua MCL(f) porte 12 rails pour le tir de 48 roquettes. Une modification lui fit porter, comme le Sd.Kfz. 4/1 Panzerwerfer, 10 tubes lance-roquettes de 150 mm[12].

### Grèce
En 1938, l'Armée hellénique a commandé 48 Somua MCG-5 utilisés pour les pièces d'artillerie des corps d'armée, les canons de calibre 85 mm et les obusiers de 155 mm.

## Galerie

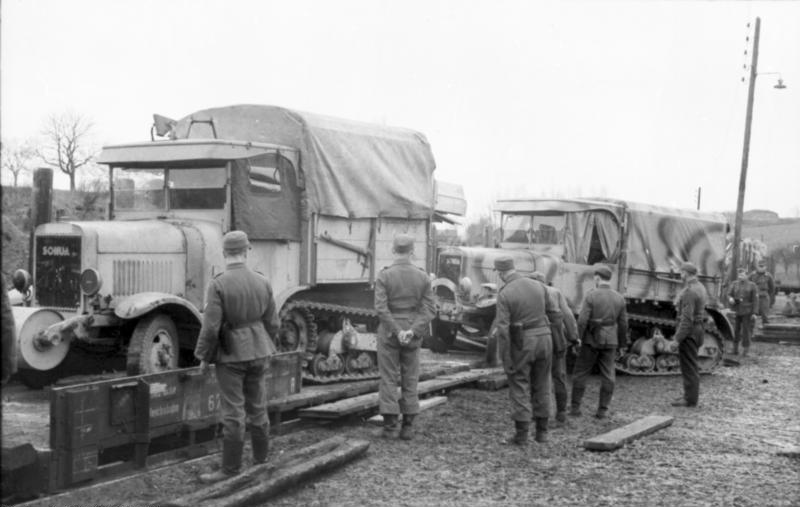
Somua MCG utilisés par les Allemands.
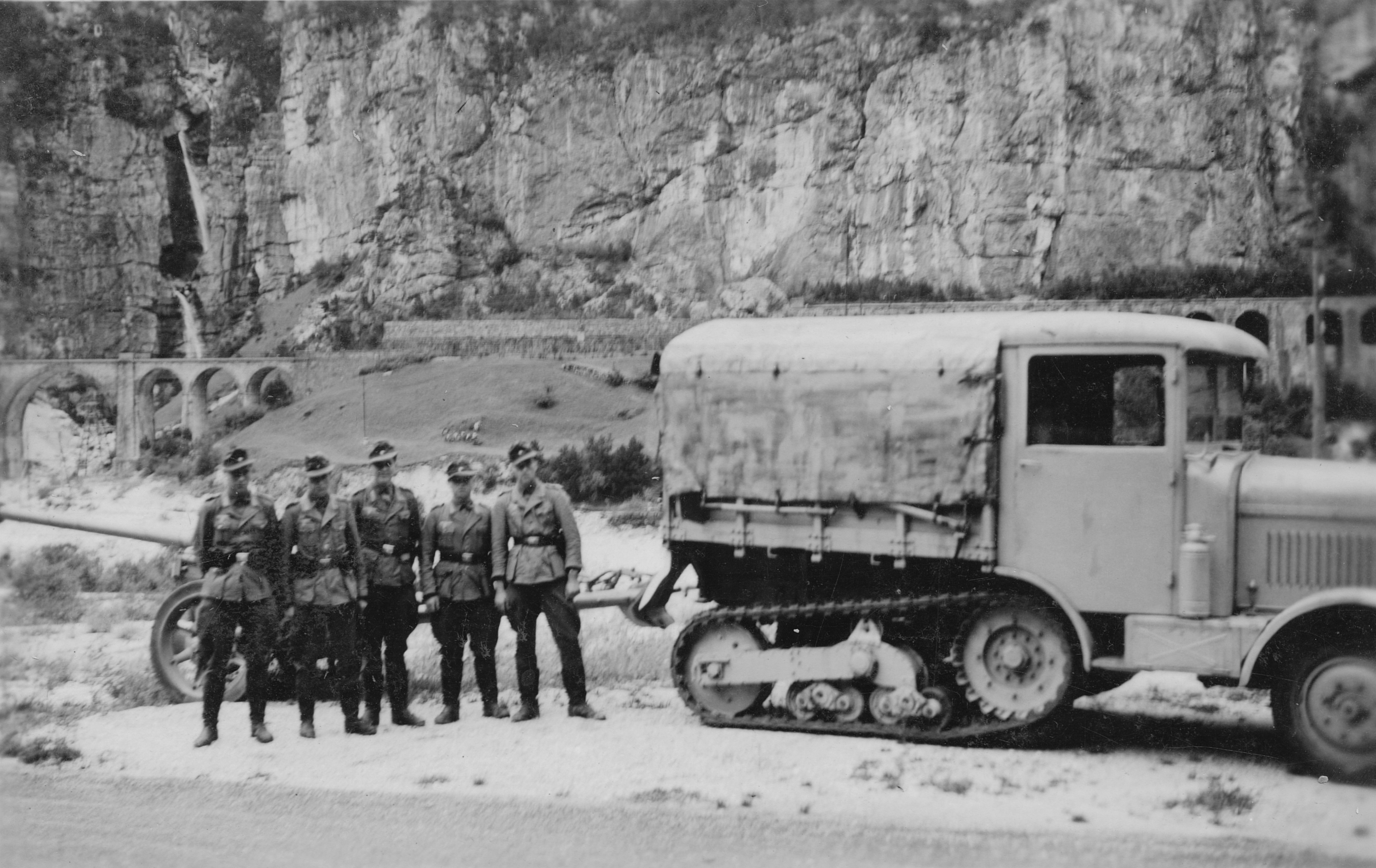
Somua MCG tractant un PaK 40 en Italie du Nord.
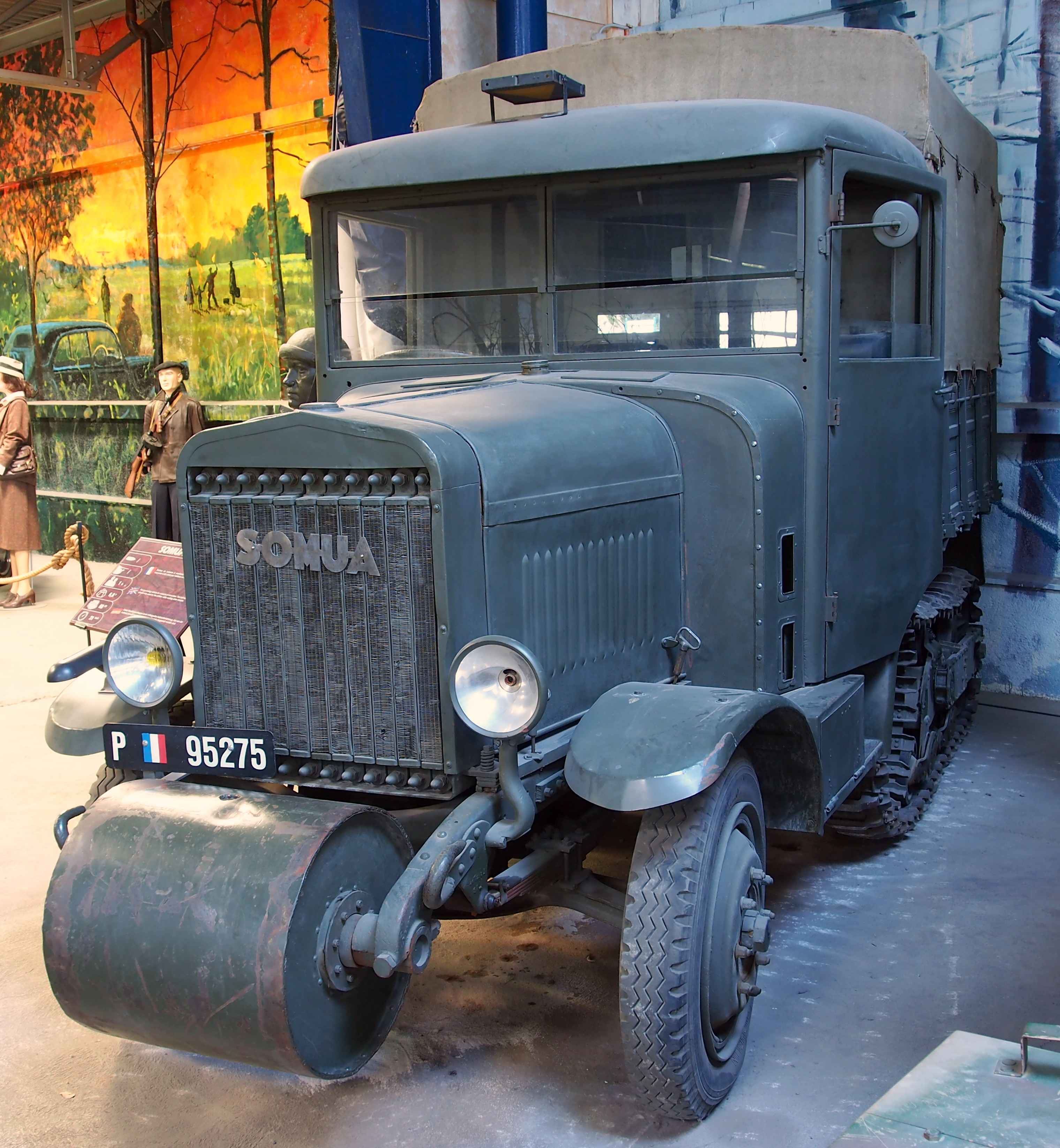
Autre vue du MCG du Musée des blindés de Saumur.
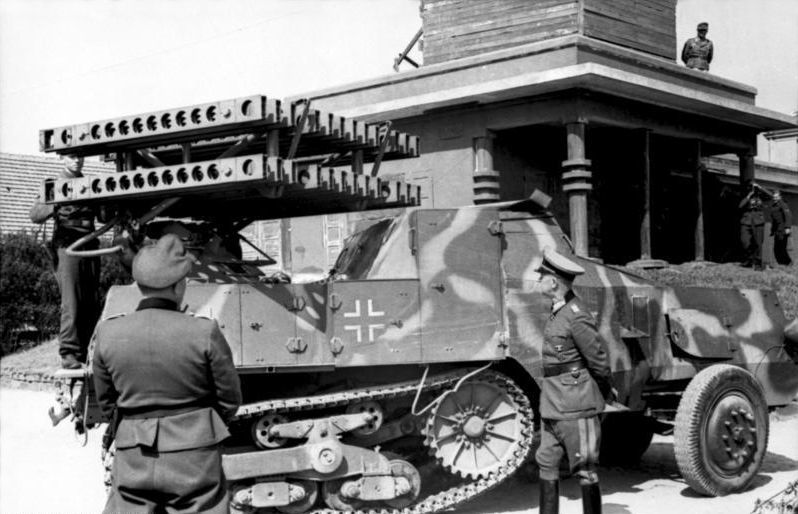
8-cm Raketenwerfer Somua MCL(f).